# Cotton Factory Club
El Cotton Factory Club fue un equipo de fútbol de Etiopía que militó en la Liga etíope de fútbol, la liga de fútbol más importante del país.

## Historia
Fue fundado en el año 1936 en la ciudad de Dire Dawa y es uno de los equipos más viejos de Etiopía junto al Saint George SA, y fue campeón de la Liga etíope de fútbol en 5 ocasiones, la última en 1983. A mediados de la década de los años 1990s cambió su nombre por el de Dire Dawa Textiles.
Es conocido por ser el primer equipo de Etiopía en disputar un torneo continental, la Copa Africana de Clubes Campeones 1964, alcanzando las semifinales, siendo derrotado por el Stade Malien de Malí.
El club terminó en último lugar de la Liga etíope de fútbol en la temporada 1999/2000 y posteriormente el club desaparece.

## Palmarés
- Liga etiope de fútbol: 5

1960, 1962, 1963, 1965, 1983

## Participación en competiciones de la CAF
| Temporada | Torneo                            | Ronda       | Club         | Casa | Visita | Global |
| --------- | --------------------------------- | ----------- | ------------ | ---- | ------ | ------ |
| 1964      | Copa Africana de Clubes Campeones | Semifinales | Stade Malien | 1-3  | 1-3    | 1-3    |